# Krociusz
Krociusz (Krocyusz, Strocyusz, Krocia) – polski herb szlachecki, pochodzenia włoskiego.

## Opis herbu
Herb Krociusz występował w kilku wariantach. Najczęściej spotykany to: na błękitnym polu trzy srebrne księżyce odwrotne, ułożone w rzędzie. Nad hełmem w koronie trzy pióra strusie.
Herb pochodzi bezpośrednio od włoskiego herbu rodziny Strozzi. Z uwagi na podobieństwa ułożenia elementów nazwą Krociuszem czasem błędnie nazywano herb własny Nowakowski.
Pamiętnik Sandomierski t.1, s.255 podaje, że herb ten przybył wraz z królową Boną i nosił go jeden z jej dworzan osiadły później na włościach pod Włodzimierzem.
W herbarzu Kaspra Niesieckiego czytamy pod hasłem herb „Trzy Księżyce” (t. 9, s. 142):
Tym się niegdyś herbem pieczętował Dyonizy, a po naszemu Dziwisz biskup Poznański, który według Długosza in Vit. Episcop. Posnan. zszedł z tego świata w r. 1106, atoli że żadnej familij w Polszcze nie masz, która by się tym klejnotem szczyciła, dla tego ani go tu kładę, ani opisuję.

## Herbowni
rodzina Strozzi